# جاك مارشال (لاعب هوكي جليد)
جاك مارشال هو لاعب هوكي جليد كندي، ولد في 14 مارس 1877 في Saint-Vallier, Quebec ‏ في كندا، وتوفي في 7 أغسطس 1965 في مونتريال في كندا.

## وصلات خارجية
- جاك مارشال على موقع EliteProspects.com (الإنجليزية)
- جاك مارشال على موقع HockeyDB.com (الإنجليزية)
- جاك مارشال على موقع Hockey-Reference.com (الإنجليزية)